# Волки (фильм, 1955)
«Волки» (яп. 狼: о:ками; англ. Wolf / Wolves) — японский чёрно-белый фильм-драма 1955 года, поставленный режиссёром Канэто Синдо по собственному сценарию. Основанная на действительном происшествии, и снятая почти без денег, кинолента была одной из многих сложных задач, с которыми Канэто Синдо храбро столкнулся со своей независимой продюсерской компанией и поддерживающей его командой всегда преданных сотрудников. Актёр Тайдзи Тонояма, снявшийся во многих проектах режиссёра, говорил, что это была его любимая работа в фильмах Синдо. В основе сюжета — история преступления. Группа из пяти страховых агентов-новичков, отчаявшись от безрезультатной и неоплаченной работы в тяжёлой послевоенной экономической ситуации в Японии, разрабатывают план ограбления фургона по доставке денег, чтобы найти решение своих семейных проблем. 

## Сюжет
Вдова Акико, потерявшая на войне мужа, бывший банковский служащий Харасима, бывший рабочий авторемонтной мастерской Микава, бывший сценарист Ёсикава, вдова Фудзиэ, окончившая консерваторию, — все они работают агентами компании по страхованию жизни. Сначала агентов было много,  но непомерная требовательность компании к своим сотрудникам привела к тому, что их осталось только пять человек. Оставшиеся сотрудники помогают друг другу, но положение их отчаянное. Единственным выходом представляется грабёж или самоубийство. Пять страховых агентов выработали и осуществили план нападения на почтовый автомобиль, перевозящий деньги. Налёт заканчивается успешно. Каждый из пяти получает свою долю — по 70 тысяч иен. Разделив деньги, они расходятся, решив больше никогда не встречаться. Но Ёсикаву арестовывают — его находят по закладной квитанции ломбарда. Фудзиэ кончает жизнь самоубийством, прихватив на тот свет и своих двух дочерей. Харасима полюбил вдову Акико. Оставив жене деньги, он уходит к ней. Из газет он узнаёт об аресте Ёсикавы. Харасима и Акико решают явиться с повинной в полицию, но их арестовывают раньше, чем они успевают это сделать.

## В ролях
- Нобуко Отова — Акико Яно
- Санаэ Такасуги — Томиэ Фудзибаяси
- Тайдзи Тонояма — Ёсиюки Микава
- Дзюн Хамамура — Харасима
- Итиро Сугаи — Фусадзиро Ёсикава
- Дзюкити Уно — доктор Вада
- Эйтаро Одзава — Хасимото, менеджер филиала Toyo Life (в титрах — Сакаэ Одзава)
- Эйдзиро Тоно — Тэцугоро Камимори, глава отделения Toyo Life в Синдзюку
- Масао Симидзу — начальник отдела продаж филиала Toyo Life
- Масао Мисима — менеджер по продажам филиала Toyo Life
- Кин Сугаи — Фумиё Микава
- Таниэ Китабаяси — Умэ Матида, менеджер филиала Toyo Life
- Ёсико Цубоути — Томоко Харасима
- Цутому Симомото — Ко Такахаси
- Бокудзэн Хидари — служащий в прачечной

## Премьеры
- — национальная премьера фильма состоялась 3 июля 1955 года[3].

## О съёмках
Фильм основан на реальном факте, о котором пестрели заголовки японских газет 1954 года. В криминальной хронике сообщалось о том, что 1 марта 1954 года группа из пяти человек совершила вооружённый налёт на фургон для перевозки денег. Это произошло на рейде Хаккэй, в префектуре Синагава (ныне это один из специальных районов токийской столицы, а тогда, в 1954-м это было за пределами Токио). Воры угрожали водителю винтовкой, затем увезли фургон в переулок и взяли наличные. Грабители  были арестованы довольно быстро. И совершенно неожиданным было то, что до этого инцидента они были законопослушными гражданами. Ворами оказались пятеро страховых агентов, трое мужчин и две женщины. Они были бедны и с отчаянья напали на фургон.
Канэто Синдо, к тому времени уже имевшему весомую репутацию независимого постановщика и сценариста, показалась интересной эта история, и он вознамерился на этом материале создать фильм. К тому времени (середина 1950-х годов) ранее бывшее на подъёме независимое кинопроизводство в Японии, начало испытывать затруднения, как с финансированием постановок, так и с их прокатом. Кинопрокат был монополизирован компаниями «большой пятёрки»: «Сётику», «Тохо», «Дайэй», «Тоэй», «СинТохо» и нагоняющей их, недавно вновь открывшейся после долгих лет закрытия, старейшей из кинокомпаний, «Никкацу» (вместе с которой к концу 1950-х «большая пятёрка» превратится в «большую шестёрку» японских студий). У собственной продюсерской компании постановщика «Киндай эйга кёкай» не было денег, и Канэто Синдо принёс написанный сценарий в «Никкацу». Боссы кинокомпании поначалу охотно одобрили проект. Но, когда уже были пошиты костюмы, и съемочная группа готовилась приступить к работе, им было объявлено о приостановке проекта. Как оказалось, одним из крупнейших акционеров студии была компания по страхованию жизни. Они прочитали сценарий и были в шоке. 
Проект в «Никкацу» был закрыт. Синдо принял решение делать фильм своими силами на собственной студии, хотя денег на постановку практически не было. В независимом кинопроизводстве к такому было не привыкать, многие из сотрудников съёмочной группы согласились работать без оплаты. «Независимые постановки еще не завершены» — под этим ободряющим девизом приступили к съёмкам. Небольшую финансовую помощь оказала независимая прокатная компания «Докурицу эйга», к которой и отошли права на прокат готового фильма. Тем не менее, проблем во время съёмок становилось всё больше. На съёмочную площадку приходили двое мужчин, представившихся должностными лицами страховой компании. Предлагали деньги за то, чтобы остановить съёмки. После отказа, перешли к угрозам физической расправы, обещали и иные неприятности. Деньги от «Докурицу эйга» быстро закончились. Синдо и его компания брали кредиты. 
Наконец, с трудом, но проект был завершён. Фильм показывался в очень немногих кинотеатрах, оставшихся независимыми от больших кинокомпаний, владеющих большинством киноустановок. Учитывая ограниченный прокат, фильм не принёс никакой прибыли его создателям.